# 10103 Юнгфран
10103 Юнгфран (10103 Jungfrun) — астероїд головного поясу, відкритий 29 лютого 1992 року.
Тіссеранів параметр щодо Юпітера — 3,506.